# Seznam českých příjmení, T
Toto je seznam českých příjmení začínajících na písmeno T. Seznam zatím zahrnuje pouze příjmení s více než 250 mužskými nositeli.
| Příjmení  | Počet | Přechýleně   | Počet | ORP s největší hustotou  |
| --------- | ----- | ------------ | ----- | ------------------------ |
| Tichý     | 5 827 | Tichá        | 5 960 | Hlinsko                  |
| Toman     | 4 756 | Tomanová     | 4 998 | Klatovy                  |
| Tůma      | 4 736 | Tůmová       | 4 857 | Dačice                   |
| Tesař     | 4 206 | Tesařová     | 4 193 | Moravské Budějovice      |
| Tomášek   | 3 544 | Tomášková    | 3 858 | Bystřice nad Pernštejnem |
| Tomášek   | 3 544 | Tomášeková   | 5     | Bystřice nad Pernštejnem |
| Turek     | 3 071 | Turková      | 3 188 | Prachatice               |
| Turek     | 3 071 | Tureková     | 15    | Prachatice               |
| Trnka     | 2 946 | Trnková      | 3 015 | Polička                  |
| Tomek     | 2 256 | Tomková      | 2 801 | Náměšť nad Oslavou       |
| Tomek     | 2 256 | Tomeková     | 7     | Náměšť nad Oslavou       |
| Trávníček | 2 203 | Trávníčková  | 2 292 | Vyškov                   |
| Tuček     | 2 013 | Tučková      | 2 104 | Břeclav                  |
| Tuček     | 2 013 | Tučeková     | 10    | Břeclav                  |
| Trojan    | 1 980 | Trojanová    | 2 024 | Velké Meziříčí           |
| Tománek   | 1 575 | Tománková    | 1 640 | Telč                     |
| Tomáš     | 1 414 | Tomášová     | 1 369 | Frýdlant                 |
| Trčka     | 1 274 | Trčková      | 1 288 | Valašské Klobouky        |
| Táborský  | 1 183 | Táborská     | 1 287 | Bystřice pod Hostýnem    |
| Tomeček   | 1 116 | Tomečková    | 1 359 | Veselí nad Moravou       |
| Teplý     | 1 083 | Teplá        | 1 068 | Polička                  |
| Tříska    | 1 071 | Třísková     | 1 173 | Nepomuk                  |
| Tomeš     | 1 056 | Tomešová     | 868   | Železný Brod             |
| Tomeš     | 1 056 | Tomšová      | 237   | Železný Brod             |
| Tomšů     | 1 055 | –            | –     | Vizovice                 |
| Tóth      | 1 039 | Tóthová      | 1 045 | Žatec                    |
| Truhlář   | 903   | Truhlářová   | 899   | Blovice                  |
| Tvrdý     | 877   | Tvrdá        | 897   | Hlučín                   |
| Tvrdík    | 844   | Tvrdíková    | 852   | Světlá nad Sázavou       |
| Tureček   | 805   | Turečková    | 863   | Přeštice                 |
| Tancoš    | 802   | Tancošová    | 779   | Nový Bor                 |
| Tran      | 661   | Tranová      | 408   | Cheb                     |
| Tesařík   | 645   | Tesaříková   | 667   | Bučovice                 |
| Tokár     | 644   | Tokárová     | 605   | Most                     |
| Topinka   | 602   | Topinková    | 633   | Nové Město na Moravě     |
| Trejbal   | 599   | Trejbalová   | 586   | Nová Paka                |
| Tlustý    | 562   | Tlustá       | 567   | Hlinsko                  |
| Turoň     | 550   | Turoňová     | 533   | Třinec                   |
| Tkáč      | 548   | Tkáčová      | 577   | Frýdlant nad Ostravicí   |
| Třešňák   | 533   | Třešňáková   | 549   | Liberec                  |
| Tesárek   | 517   | Tesárková    | 526   | Dobříš                   |
| Tupý      | 513   | Tupá         | 547   | Milevsko                 |
| Ticháček  | 496   | Ticháčková   | 537   | Domažlice                |
| Tkadlec   | 485   | Tkadlecová   | 479   | Vsetín                   |
| Tyl       | 477   | Tylová       | 629   | Litovel                  |
| Tomíček   | 463   | Tomíčková    | 450   | Kravaře                  |
| Troják    | 460   | Trojáková    | 473   | Kaplice                  |
| Tolar     | 459   | Tolarová     | 493   | Blovice                  |
| Toušek    | 457   | Toušková     | 540   | Prachatice               |
| Touš      | 434   | Toušová      | 432   | Klatovy                  |
| Tobiáš    | 410   | Tobiášová    | 449   | Nové Město na Moravě     |
| Trefil    | 410   | Trefilová    | 373   | Votice                   |
| Tobola    | 398   | Tobolová     | 425   | Frýdlant nad Ostravicí   |
| Tulej     | 393   | Tulejová     | 437   | Vsetín                   |
| Toth      | 383   | Tothová      | 353   | Aš                       |
| Toufar    | 381   | Toufarová    | 360   | Třebíč                   |
| Tomanec   | 370   | Tomancová    | 409   | Vizovice                 |
| Tvrdoň    | 367   | Tvrdoňová    | 348   | Valašské Meziříčí        |
| Takáč     | 367   | Takáčová     | 334   | Stříbro                  |
| Topič     | 362   | Topičová     | 377   | Humpolec                 |
| Tauchman  | 359   | Tauchmanová  | 383   | Jilemnice                |
| Toráč     | 344   | Toráčová     | 293   | Karviná                  |
| Tvarůžek  | 343   | Tvarůžková   | 448   | Valašské Klobouky        |
| Tošovský  | 329   | Tošovská     | 348   | Dobruška                 |
| Trochta   | 328   | Trochtová    | 339   | Vsetín                   |
| Tauš      | 325   | Taušová      | 311   | Hořovice                 |
| Tvrzník   | 315   | Tvrzníková   | 347   | Liberec                  |
| Trubač    | 313   | Trubačová    | 295   | Břeclav                  |
| Teichmann | 311   | Teichmannová | 311   | Kravaře                  |
| Trachta   | 303   | Trachtová    | 328   | Votice                   |
| Tlapák    | 302   | Tlapáková    | 328   | Hlinsko                  |
| Tomšík    | 300   | Tomšíková    | 327   | Velké Meziříčí           |
| Trněný    | 295   | Trněná       | 294   | Vyškov                   |
| Trhlík    | 295   | Trhlíková    | 286   | Nepomuk                  |
| Tomi      | 292   | Tomiová      | 247   | Mariánské Lázně          |
| Tomsa     | 283   | Tomsová      | 530   | Turnov                   |
| Tuháček   | 279   | Tuháčková    | 297   | Příbram                  |
| Tengler   | 277   | Tenglerová   | 278   | Horšovský Týn            |
| Trnečka   | 276   | Trnečková    | 312   | Prostějov                |
| Tecl      | 276   | Teclová      | 282   | Havlíčkův Brod           |
| Talaš     | 274   | Talašová     | 280   | Luhačovice               |
| Trousil   | 273   | Trousilová   | 308   | Kraslice                 |
| Třeštík   | 273   | Třeštíková   | 272   | Nepomuk                  |
| Tomaštík  | 271   | Tomaštíková  | 265   | Mikulov                  |
| Trojánek  | 267   | Trojánková   | 261   | Nepomuk                  |
| Tišer     | 267   | Tišerová     | 260   | Plzeň                    |
| Treml     | 267   | Tremlová     | 260   | Klatovy                  |
| Tihelka   | 266   | Tihelková    | 263   | Bučovice                 |
| Truksa    | 263   | Truksová     | 269   | Čáslav                   |
| Tomko     | 257   | Tomková      | 2 801 | Orlová                   |
| Tomis     | 257   | Tomisová     | 289   | Ostrava                  |
| Toms      | 256   | Tomsová      | 530   | Slaný                    |
| Trávník   | 252   | Trávníková   | 258   | Hodonín                  |
| Tulis     | 251   | Tulisová     | 253   | Bystřice nad Pernštejnem |